# Rajd Sachsenring 1986
Rajd Sachsenring 1986 (30. Rallye Sachsenring) – 30. edycja rajdu samochodowego Rajd Sachsenring rozgrywanego w NRD. Rozgrywany był od 9 do 11 listopada 1986 roku. Rajd był siódmą rundą Rajdowego Pucharu Pokoju i Przyjaźni w roku 1986 oraz piątą rundą Rajdowych Mistrzostw Niemieckiej Republiki Demokratycznej w roku 1986.

## Klasyfikacja rajdu
| Miejsce                        | Kierowca                       | Pilot                          | Samochód                       | Czas                           | Strata                         |                                |
| Klasyfikacja generalna i RPPiP | Klasyfikacja generalna i RPPiP | Klasyfikacja generalna i RPPiP | Klasyfikacja generalna i RPPiP | Klasyfikacja generalna i RPPiP | Klasyfikacja generalna i RPPiP | Klasyfikacja generalna i RPPiP |
| ------------------------------ | ------------------------------ | ------------------------------ | ------------------------------ | ------------------------------ | ------------------------------ | ------------------------------ |
| 1.                             | Eugenijus Tumalevičius         | Pranas Videika                 | Lada VAZ 2105 VFTS             | 3:08:59                        | -                              |                                |
| 2.                             | Marian Bublewicz               | Ryszard Żyszkowski             | FSO Polonez 2000               | 3:09:51                        | +52                            |                                |
| 3.                             | Pavel Janeba                   | Jan Krečman                    | Škoda 130 LR                   | 3:13:51                        | +4:52                          |                                |
| 4.                             | Václav Blahna                  | Pavel Schovánek                | Lada VAZ 2105 VFTS             | 3:18:30                        | +9:31                          |                                |
| 5.                             | Zdeněk Pipota                  | Oldřich Gottfried              | Škoda 130 LR                   | 3:18:32                        | +9:33                          |                                |
| 6.                             | Jan Trajbold st.               | Vladimír Zelinka               | Škoda 130 LR                   | 3:18:49                        | +9:50                          |                                |
| 7.                             | Georgi Petrov                  | Ivan Tonev                     | Lada VAZ 2105 VFTS             | 3:23:20                        | +14:21                         |                                |
| 8.                             | Rainer Pöhlmann                | Frank Swialkowski              | Wartburg 353 W 460             | 3:25:12                        | +16:13                         |                                |
| 9.                             | Vyacheslav Danilov             | Aleksandr Grayf                | Lada VAZ 2105 VFTS             | 3:26:52                        | +17:53                         |                                |
| 10.                            | Nikolai Nikolov                | Krasimir Petrov                | Lada VAZ 2105 VFTS             | 3:28:25                        | +19:26                         |                                |
| Klasyfikacja mistrzostw NRD    |                                |                                |                                |                                |                                |                                |
| 1.                             | Hans-Ulrich Sonntag            | Udo Grünberg                   | Wartburg 353 W                 | 1:17:12                        | 0.00                           |                                |

| 1. | Czechosłowacja |
| 2. | NRD            |
| 3. | Bułgaria       |